# Musixmatch
Musixmatch (č. „mjuziksmeč”) platforma je za korisnike koji traže i dele tekstove pesama s prevodima. Ovo je najveća platforma ove vrste na svetu i ima 73 miliona korisnika, 14 miliona tekstova i 45 zaposlenika (2015). Osnovana je u januaru 2010. godine.
Bazi je moguće pristupiti preko veba i mobilnih aplikacija za iOS i  uređaje.
Musixmatch prikazuje tekstove sinhronizovane sa muzičkim plejerom. U svojoj izvornoj aplikaciji, može da skenira sve pesme u korisničkoj muzičkoj biblioteci i pronađe tekstove za iste, te da se koristi kao muzički plejer. Na Android-u, takođe podržava muzičke servise za strimovanje kao što su Spotify, Google Play Music, Deezer, Rhapsody i Youtube.
Musixmatch su 21. januara 2010. godine u Bolonji (Italija) osnovali Masimo Čočola, Đanluka Deli Kari, Frančesko Delfino i Đuzepe Kostantino.
Godine 2016, Andrea Gaudenci pridružio se kompaniji kao ’glavni oficir za prihode’ (engl. Chief Revenues Officer); postao je ’član odbora’ (engl. Board Member) u januaru 2019. godine.
U julu 2010. veb-sajt se pojavio na internetu, a do januara 2015. godine ostvario je 12,1 miliona dolara tzv. anđeoskog/ejndžel i rizičnog/venčer finansiranja. Musixmatch potpisao je sporazume sa izdavačima kao što su , , , Sony ATV, Kobalt, Peer Music, Disney Music i još više od 5.000 indi izdavača u svetu.
Kompanija je jedno vreme nudila Spotify UI za tekstove na Spotify desktopu (ovo je trajalo nekoliko godina, dok nije prekinuto s praksom tokom maja 2016).